# Pearce Peak
Der Pearce Peak ist ein teilweise verschneiter und etwa 1200 m hoher Berggrat im ostantarktischen Mac-Robertson-Land. Er ragt 3 km südlich des Moyes Peak sowie 24 km südsüdwestlich des Falla Bluff auf und erscheint von Norden betrachtet wie ein Berggipfel.
Entdeckt wurde er im Februar 1931 von Teilnehmern der British Australian and New Zealand Antarctic Research Expedition (1929–1931) unter der Leitung des australischen Polarforschers Douglas Mawson. Dieser benannte ihn nach dem australischen Politiker George Pearce (1870–1952), Vorsitzender des australischen Antarktiskomitees im Jahr 1929.